# Svarvareskogens naturreservat
Svarvareskogen är ett naturreservat i Skummeslövs socken i Laholms kommun i Halland.

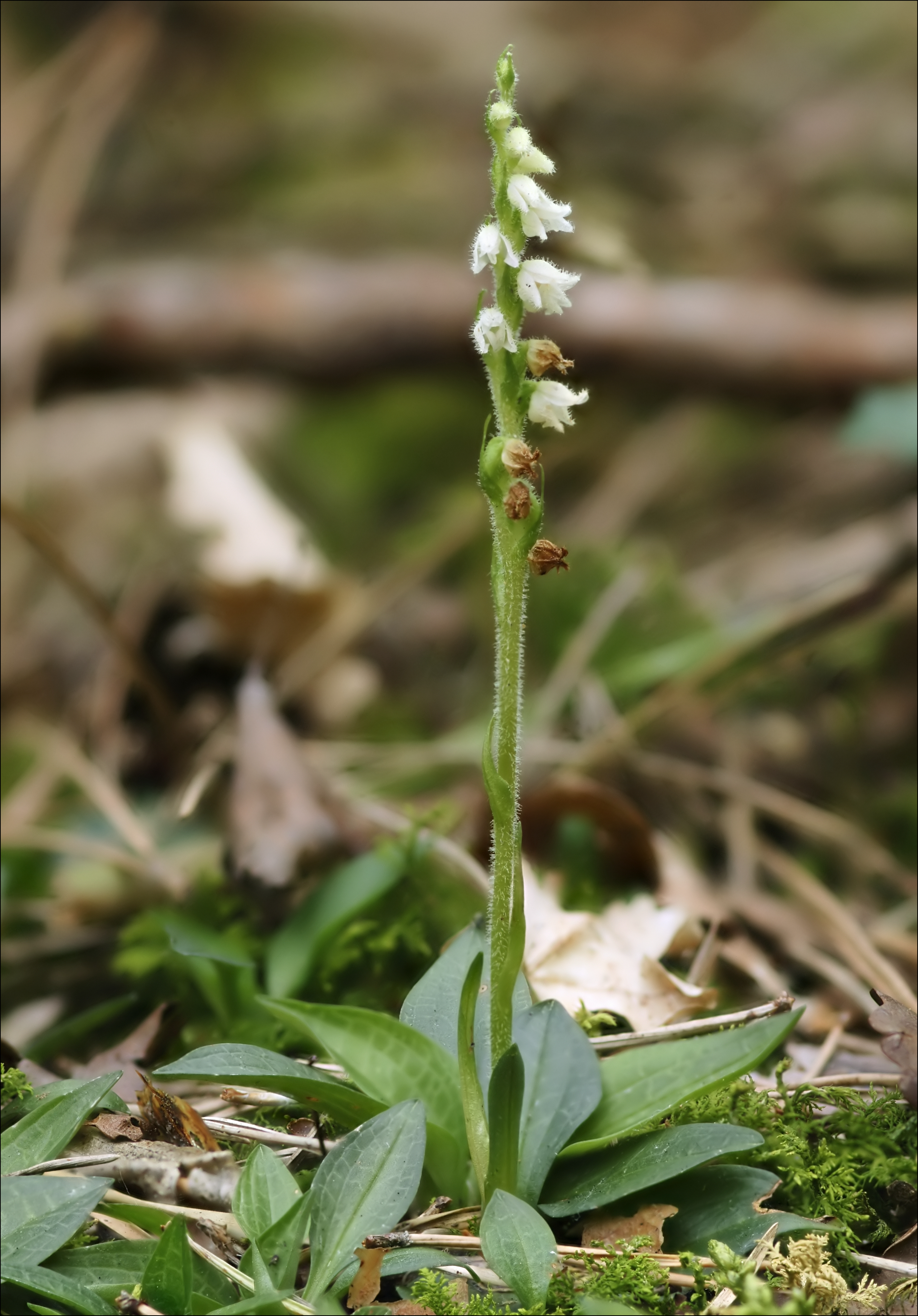
Knärot Orkidé

Reservatet är ett 25 hektar stort område som tillsammans med Norra och Södra Skummeslövs naturreservat utgör en del av det forna Skummeslövs flygsandfält. Sanddynerna är som mest 3-4 meter höga. Här finns tallskog med inslag av gran och björk. Skogsplanteringen är ett minne av den kamp som befolkningen fört mot flygsandens härjningar i trakten. 
Området är ett populärt friluftsområde med flera markerade strövstigar och har varit skyddat sedan 1992.